# Татищев, Афанасий Данилович
Афанасий Данилович Татищев (1685—1750) — генерал-майор Русской императорской армии, действительный камергер; сподвижник Петра I.

## Биография
Родился 30 апреля (10 мая) 1685 года; сын комнатного стольника Данилы Михайловича Татищева; старший брат Алексея Даниловича Татищева.
Службу начал комнатным стольником, затем был в числе потешных войск царевича Петра, с 1698 года — сержант Семёновского лейб-гвардии полка и, одновременно, подобно брату — денщик царя Петра, который полюбил его за расторопность при исполнении поручений, особенно же за веселый нрав, остроумные шутки и многочисленные проделки, подчас не совсем невинного характера, которые Афанасий Татищев себе позволял. Самая известная из них такова: однажды, в чём-то провинившись, Tатищев был послан Петром к караульному офицеру, у которого должен был получить пятьдесят палочных ударов; по дороге он встретил какого-то подьячего, которого и решил вместо себя подвести под удары. Первая часть проделки удалась. Оставалось избежать её последствий. За ближайшим обедом Tатищев, поддерживаемый государыней, стал усердно просить прощения у Петра, который и дал его, полагая, что речь идет о первоначальной проделке, за что Tатищев, по его мнению, уже достаточно поплатился 50 ударами. Когда же выяснилась вся история, Петр сильно разгневался, однако, желая сдержать данное слово, не наказал Татищева и закончил тем, что расхохотался над его находчивостью. Невинно пострадавший подьячий, в конечном счете, тоже остался в выигрыше: за воровство он позже был присужден к смерти, но Пётр, вспомнив незаслуженно понесенную им обиду, простил его. До конца жизни Петра I Татищев состоял при нём, сопровождая его в походах и путешествиях. До конца жизни он сохранил самые теплые чувства об императоре Петре и со слезами на глазах рассказывал всем и каждому разные случаи из его жизни.
В 1718 году Афанасий Данилович Татищев получил чин прапорщика Семёновского полка. В 1719 году женился на Анне Степановне (урождённой Новосильцевой; 1700—1766), двоюродной сестре барона А. Г. Строганова.
«За долговременною службою и болезнию» 30 января 1729 года А. Д. Татищев был отставлен от службы с чином гвардии поручика и поселился в Москве, а 12 августа 1741 года, в день рождения Ивана VI, правительницей Анной Леопольдовной был пожалован в действительные камергеры с тем, чтобы «быть ему в отставке по-прежнему».
Умер 30 августа (10 сентября) 1750 года, незадолго до смерти получив чин генерал-майора. Был погребён в Симоновском монастыре в Москве.